# Irland i Eurovision Song Contest 2013
Irland deltog i Eurovision Song Contest 2013 i Malmö i Sverige. De representerades av Ryan Dolan med låten "Only Love Survives".

## Uttagning

### Upplägg
Den 14 september 2012 bekräftade RTÉ sitt deltagande i tävlingen år 2013. Den 2 oktober meddelade RTÉ att en nationell final skulle hållas i slutet av februari 2013. Precis som år 2012 skulle finalen ingå i TV-programmet The Late Late Show. Den 22 oktober avslöjade RTÉ att datumet för finalen var satt till den 22 februari 2013. Precis som förra året utsågs vinnaren med hjälp av telefonröster och regionala jurygrupper.

### Mentorer
Precis som i uttagningen förra året kom återigen fem mentorer att hjälpa fem artister inför uttagningen. Den 6 november avslöjade RTÉ namnen på mentorerna. De var Mairéad Farrell, Shay Healy, Mark McCabe, Niall Mooney och Stuart O’Connor. Healy skrev Johnny Logans låt "What's Another Year?" som vann Eurovision Song Contest 1980 och Mooney var med och skrev Irlands bidrag både 2009 och 2010. I början av januari hade mentorerna redan valt sina kandidater. Under tiden fram till finalen planerade mentorerna med sina respektive kandidater och med RTÉ inför uttagningen.

### Bidrag
Den 9 januari 2013 meddelade RTÉ att man skulle avslöja de fem kandidaterna i början av februari. Den 29 januari meddelade de det exakta datumet som den 7 februari. Namnen på varje mentors artist, bidrag och dess låtskrivare avslöjades dock redan den 6 februari. Dagen därpå spelades låtarna i radio för första gången under programmet Mooney på RTÉ Radio 1 vid 16:00 CET. Den 8 februari publicerades de officiella musikvideorna till bidragen.

### Finalen
I finalen den 22 februari vann Ryan Dolan med låten "Only Love Survives".
| Mentor          | Artist               | Sång                    | Låtskrivare                              |
| --------------- | -------------------- | ----------------------- | ---------------------------------------- |
| Mairead Farrell | Kasey                | "Kiss Me"               | Drax                                     |
| Shay Healy      | Inchequin            | "Son Kez/The Last Time" | Hugh O'Neill, Sinead Bradley             |
| Mark McCabe     | Aimée Fitzpatrick    | "Crashing Down"         | Robert Grace                             |
| Niall Mooney    | Zoe Alexis Bohorquez | "Fire"                  | Lauren White, Niall Mooney, Willie Weeks |
| Stuart O’Connor | Ryan Dolan           | "Only Love Survives"    | Wez Devine, Ryan Dolan                   |

## Vid Eurovision
Irland lottades till att framföra sitt bidrag i den andra halvan av den första semifinalen den 14 maj 2013 i Malmö Arena.